# 奧洛涅茨
60°59′N 32°58′E / 60.983°N 32.967°E
奧洛涅茨（俄语：Олонец）是俄羅斯卡累利阿共和國南部的一個城市，位於拉多加湖以東。2002年人口10,240人。
1137年首見於諾夫哥羅德的文獻，1649年建市。曾經是奧洛涅茨省（1783—1784年）首府。